# Грин, Томми
Томас Уильям Грин (англ. Thomas William Green; 30 марта 1894, Фэрем, Гэмпшир — 29 марта 1975, Истли) — британский легкоатлет (спортивная ходьба), чемпион летних Олимпийских игр 1932 года в Лос-Анджелесе.

## Биография
Грин в детстве болел рахитом. Он был очень слабым ребёнком и до пяти лет не мог ходить. В 1906 году он сфальсифицировал свой возраст, чтобы его приняли на военную службу. Через четыре года он попал под лошадь и получил травмы, которые привели к его увольнению из армии. После начала Первой мировой войны его призвали в армию. В ходе боевых действий он был трижды ранен и отравлен в результате газовой атаки.
После оставления службы Грин начал заниматься спортивной ходьбой. В 1926 году, когда ему было 32 года, Грин выиграл свои первые соревнования. Он был многократным победителем соревнований по маршруту «Лондон — Брайтон», «Манчестер — Блэкпул» и «Ноттингем — Бирмингем». Грин ни разу не смог стать чемпионом Великобритании, хотя пять раз становился вторым на этих соревнованиях. В 1936 году он попытался повторно отобраться на летние Олимпийские игры 1936 года в Берлине, на занял лишь 4-е место.